# ATP Challenger Kuwait
Der ATP Challenger Kuwait (offiziell: Kuwait City Challenger) war ein Tennisturnier, das 1983 in Kuwait, Emirat Kuwait, stattfand. Es gehörte zur ATP Challenger Tour und wurde im Freien auf Hartplatz gespielt.

## Liste der Sieger

### Einzel
| Jahr | Sieger           | Finalgegner     | Ergebnis      |
| ---- | ---------------- | --------------- | ------------- |
| 1983 | Vitas Gerulaitis | Heinz Günthardt | 7:6, 4:6, 6:3 |

### Doppel
| Jahr | Sieger                      | Finalgegner                | Ergebnis      |
| ---- | --------------------------- | -------------------------- | ------------- |
| 1983 | Vijay Amritraj Ilie Năstase | Broderick Dyke Rod Frawley | 6:3, 3:6, 6:2 |